# Micropodabrus fortecostatus
Micropodabrus fortecostatus is een keversoort uit de familie soldaatjes (Cantharidae). De wetenschappelijke naam van de soort werd in 1943 gepubliceerd door Maurice Pic.